# Footprints in the Sand
Footprints in the Sand è un singolo della cantautrice britannica Leona Lewis, pubblicato il 10 marzo 2008 come terzo estratto dal primo album in studio Spirit.
Il singolo è stato pubblicato nel Regno Unito e in Irlanda abbinato a Better in Time.
È stata la canzone ufficiale dell'evento benefico "Spot Relief" nel 2008. Il brano nasce dall'idea di Simon Cowell di creare una canzone basandosi sulla poesia cristiana "Footprints".
Il singolo ha venduto più di 2 milioni di copie.

## Video musicale
Il videoclip, diretto da Sophie Muller, è stato girato a Londra ed è un montaggio dei momenti relativi alla visita di Leona Lewis in Sudafrica per "Spot Relief".
La première del video avviene sul sito ufficiale della cantante e sulla BBC, il 27 febbraio 2008.

## Tracce
1. Better in Time (Single Mix) – 3:55 (Jonathan Rotem, Andrea Martin)
2. Footprints in the Sand (Single Mix) – 3:58 (Richard Page, Per Magnusson, David Kreuger, Simon Cowell)
3. You Bring Me Down – 3:53 (Salaam Remi, Taj Jackson, Leona Lewis)

## Classifiche

### "Better in Time"/"Footprints in the Sand"
| Classifica (2008) | Posizione massima |
| ----------------- | ----------------- |
| Europa            | 8                 |
| Regno Unito       | 2                 |

### "Footprints in the Sand"
| Classifica (2008) | Posizione massima |
| ----------------- | ----------------- |
| Irlanda           | 50                |
| Regno Unito       | 25                |
| Svizzera          | 35                |

| Classifica (2013) | Posizione massima |
| ----------------- | ----------------- |
| Regno Unito       | 90                |

## Cronologia delle pubblicazioni
| Paese       | Data          | Label | Formato               |
| ----------- | ------------- | ----- | --------------------- |
| Irlanda     | 7 marzo 2008  | Syco  | CD, download digitale |
| Regno Unito | 9 marzo 2008  | Syco  | download digitale     |
| Regno Unito | 10 marzo 2008 | Syco  | CD                    |